# Raymond Pierre Penne
Raymond Pierre Penne, né le 18 novembre 1770 à Coarraze dans les Pyrénées-Atlantiques et mort au combat le 19 juin 1815 à Bierges, en Belgique, est un général français de la Révolution et du Premier Empire.

## Biographie

### Du dragon au capitaine de grenadiers
Il entre en service comme dragon dans le régiment Colonel-Général le 23 août 1788 et le quitte en 1790. Le 3 septembre 1792, il est lieutenant au 4e bataillon de volontaires de Paris et passe capitaine de grenadiers le 24 novembre suivant. Il fait les guerres de 1792 à 1793 à l'armée de Sambre-et-Meuse.

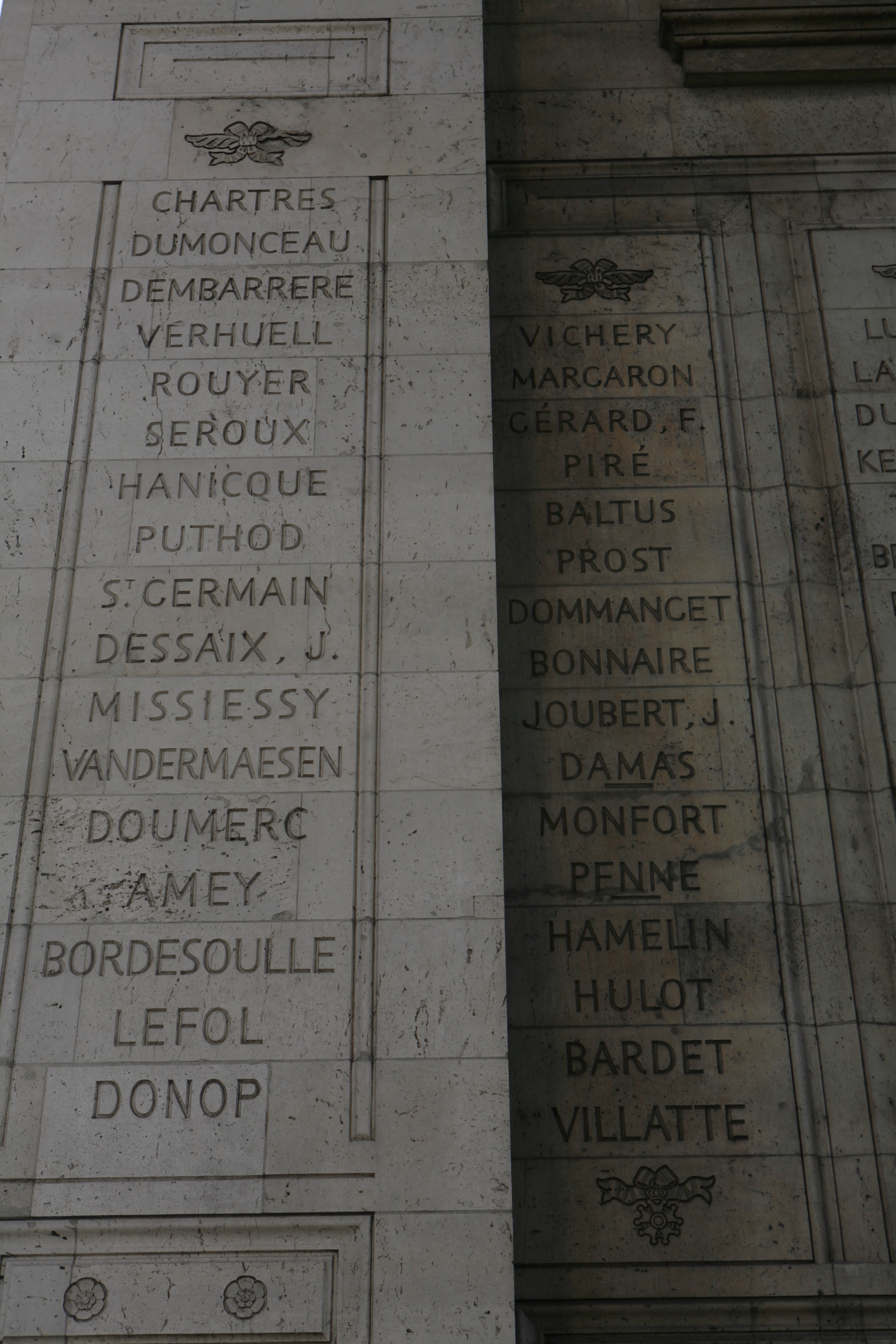
Noms gravés sous l'arc de triomphe de l'Étoile : pilier Ouest, 1ère et 2e colonnes.

Capitaine de grenadiers le 26 floréal an II dans la 59e demi-brigade de bataille de première formation, il se fait remarquer dans tous les engagements que son corps est impliqué et est souvent cité à l'ordre de l'armée. Dans un rapport officiel adressé au Comité de salut public, le général Jourdan écrit :

« Dans la nuit du 19 au 20 fructidor an III, les grenadiers réunis de la division Championnet, aux ordres du général Legrand, passent le Rhin en présence de l'ennemi. Dès que les Autrichiens aperçoivent notre petite flottille, ils dirigent sur elle un feu terrible d'artillerie et mousqueterie sans pouvoir arrêter l'audace de nos soldats. Le capitaine Penne, arrivé le premier sur la rive droite avec 15 hommes, se met à leur tête, fait battre la charge, repousse dans le bois, à la baïonnette, la colonne qui lui est opposée, et s'empare d'une batterie armée de 4 pièces de canon. »

Il sert aux armées d'Allemagne et du Danube pendant les ans VI et VII, et en Italie de l'an VIII à l'an XI. Il y reçoit les épaulettes de chef de bataillon le 23 pluviôse an IX.

### Au service de Napoléon
Major du 106e régiment le 30 frimaire an XII et membre de la Légion d'honneur le 4 germinal suivant, il commande un régiment de grenadiers réunis faisant partie du 2e corps pendant les campagnes de 1805, 1806 et 1807. Placé en 1807 à la tête d'un régiment de grenadiers et voltigeurs réunis, il fait la guerre en Pologne et est nommé, le 25 décembre de cette année, colonel du 112e régiment d'infanterie.
En 1809, il combat en Italie et en Allemagne : Napoléon lui donne la croix d'officier de la Légion d'honneur le 27 juillet de la même année ainsi que le titre de baron de l'Empire le 15 août suivant. Général de brigade le 6 août 1811, il est employé le 30 du même mois dans la 23e division militaire avant de recevoir l'ordre, le 26 juin 1812, de rejoindre la 4e division d'infanterie de la Grande Armée. L'Empereur l'attache, en août suivant, au grand quartier général. 
Il se distingue pendant les campagnes de Russie et de Saxe. Commandeur de la Légion d'honneur le 18 juin 1813 et chevalier de la Couronne de fer, il est détaché peu de temps après au corps d'observation de l'Elbe, il reçoit le 21 août, en avant de Lowemberg (de) en Silésie, un coup de feu qui lui fracasse la rotule du genou droit. Il rentre en France pour soigner sa blessure.

### Mort au combat
Louis XVIII le nomme chevalier de Saint-Louis le 30 août 1814. Au retour de l'île d'Elbe, il prend la tête de la 21e brigade d'infanterie, avec laquelle il est tué par un boulet de canon qui lui emporte la tête, le 19 juin 1815, à la Bataille de Wavre, lorsqu'il dirige lui-même l'attaque sur les hauteurs de Bierges. Son nom figure sur le côté Nord de l'arc de triomphe de l'Étoile.

### Vie privée
Il épouse le 10 juillet 1810, Angélique Eulalie Boby. Celle-ci se remarie en 1821 avec Louis-Charles Sapey.

## Armoiries
| Figure | Blasonnement |
|        | Armes du baron Raymond Pierre Penne et de l'Empire Écartelé : au 1, d'azur, à une gerbe d'or; au 2 du quartier des barons militaires ; au 3, de gueules, à un coq hardi d'argent ; au 4, d'azur, à un croissant d'or. |